# Spartacusbond
De Spartacusbond (Spartakusbund) was een Duitse radicaal-linkse en communistisch georiënteerde organisatie, opgericht in 1915, aanvankelijk onder de naam Gruppe Internationale.
De naam Spartacusbond refereert aan de slaaf Spartacus die in de 73 v.Chr. in opstand kwam tegen de Romeinen.
Voorlieden van de Spartacusbond waren Karl Liebknecht, Rosa Luxemburg en Wilhelm Pieck. Van 1915 tot 1918 keerde de Spartacusbond zich vooral tegen de Duitse oorlogsdeelname en de zogenaamde Burgfriedenspolitik van de SPD (dat wil zeggen de verregaande samenwerking van de sociaaldemocraten met de keizerlijke regering). De Spartacusbond radicaliseerde sterk na de Russische Oktoberrevolutie die in 1917 de bolsjewieken aan de macht bracht. 
Het was tijdens de Duitse Novemberrevolutie (1918) en haar naweeën, pas na de vrijlating van Liebknecht en Luxemburg (resp. oktober en november 1918), dat de bond zijn hoogtepunt bereikte. In januari 1919 probeerde de Spartacusbond in samenwerking met de linkervleugel van de USPD en de linkse revolutionairen tevergeefs in Berlijn de macht te grijpen en daar een radenrepubliek te stichten. Na deze "Spartacusopstand" werden Rosa Luxemburg en Karl Liebknecht om het leven gebracht. Wilhelm Pieck, een andere spartakist, wist zichzelf in veiligheid te brengen. Hij was later de president van de Duitse Democratische Republiek. 
De Spartacusbond wijzigde nadien zijn naam in de Kommunistische Partei Deutschlands (KPD).

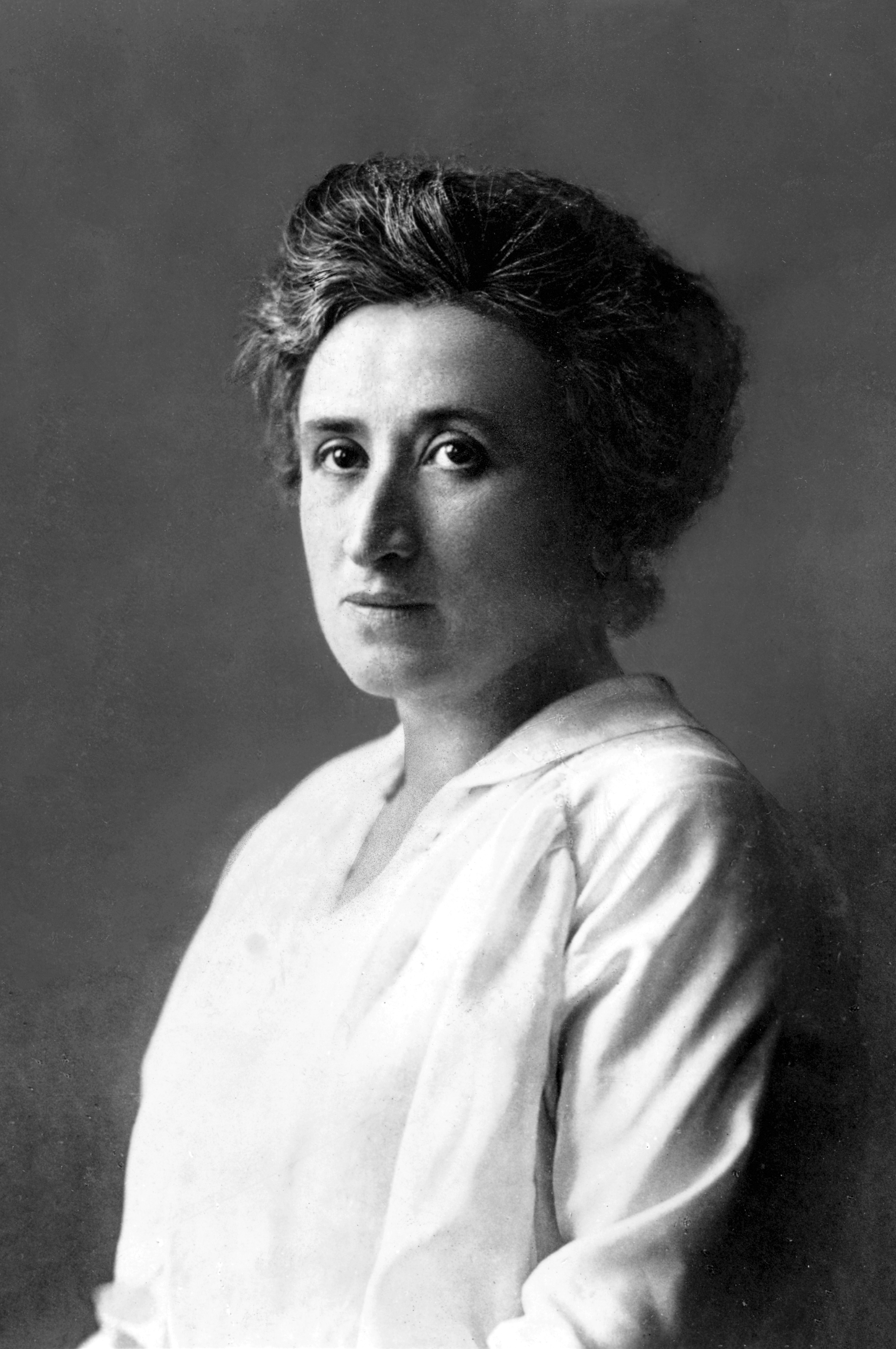
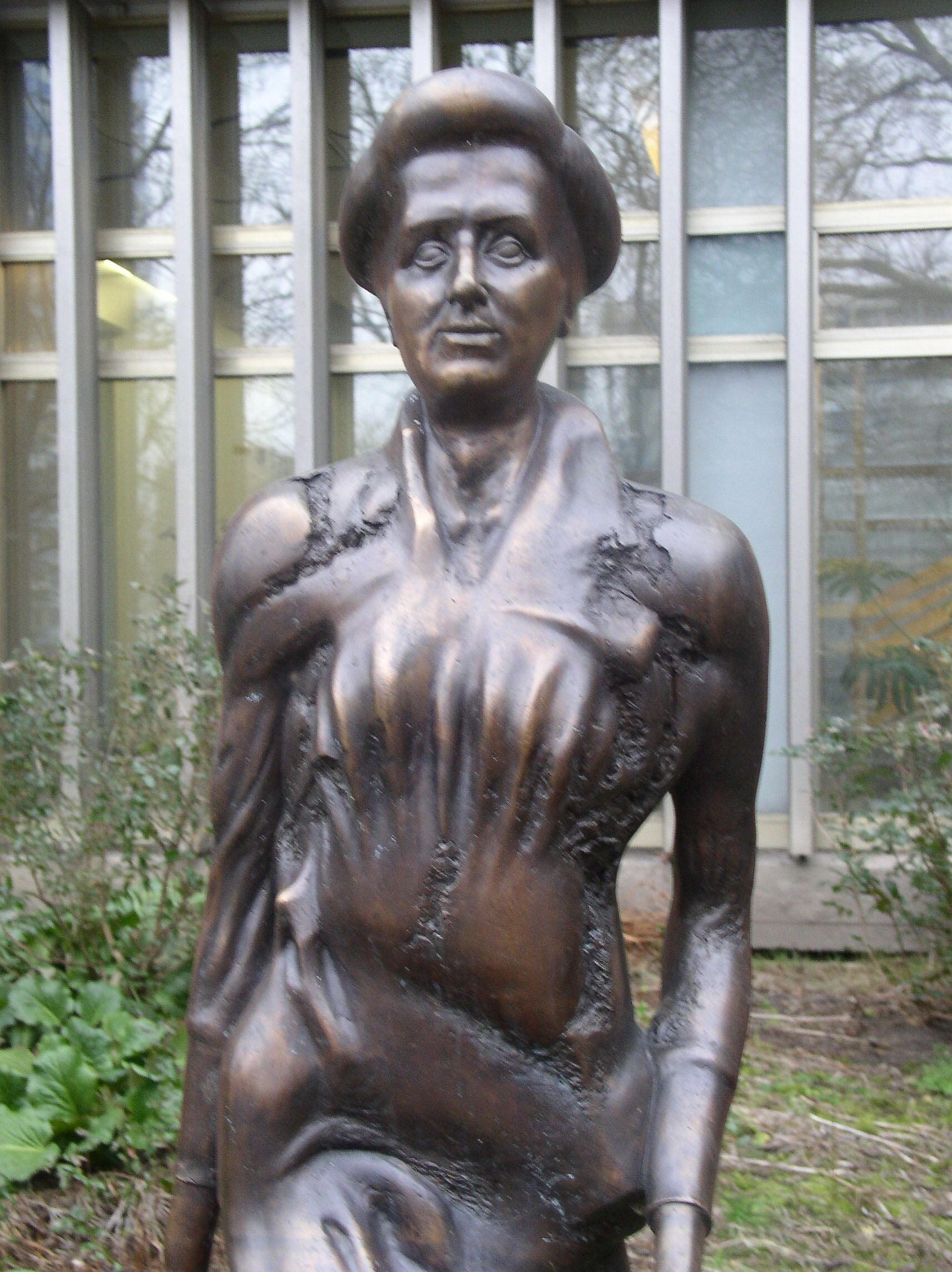
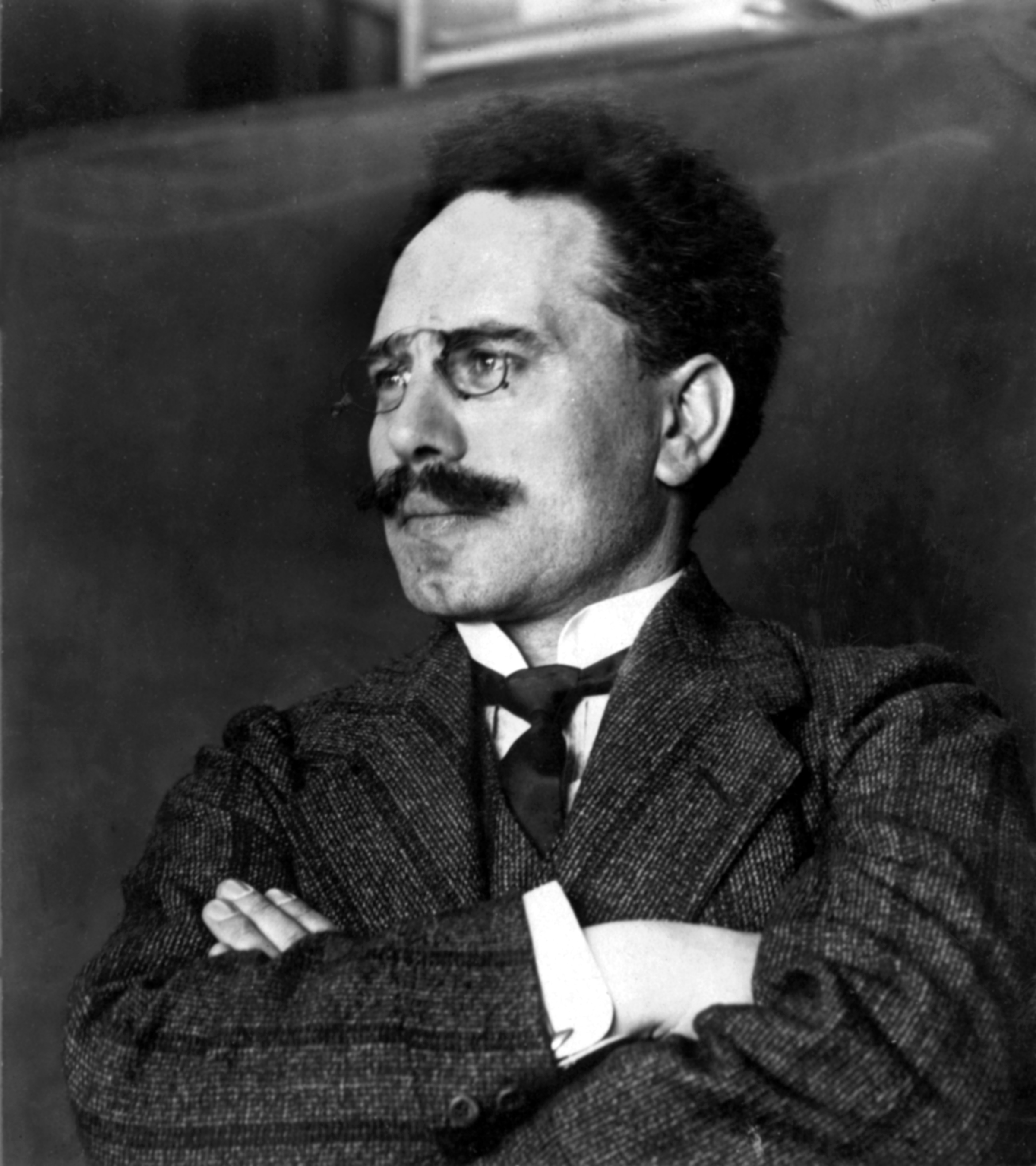
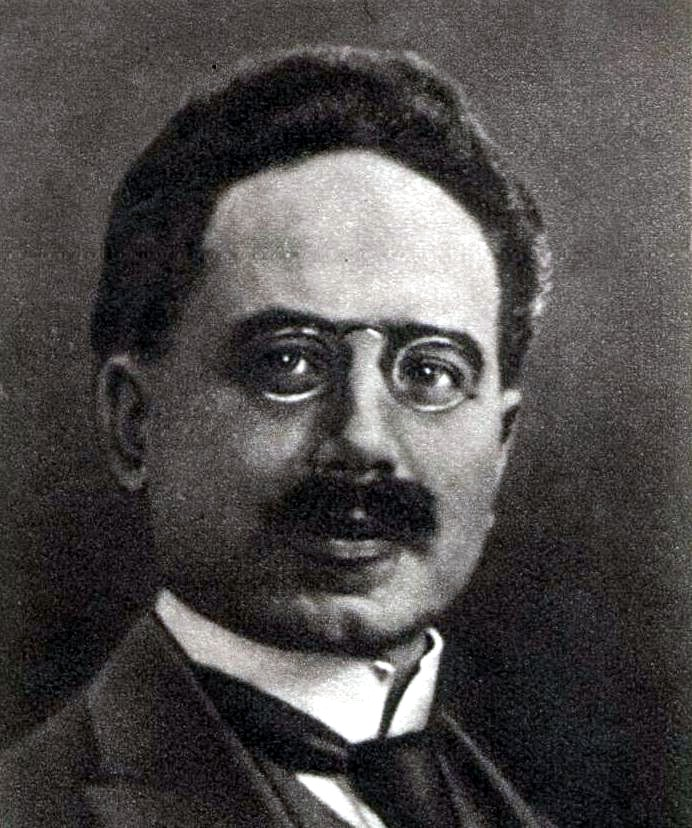
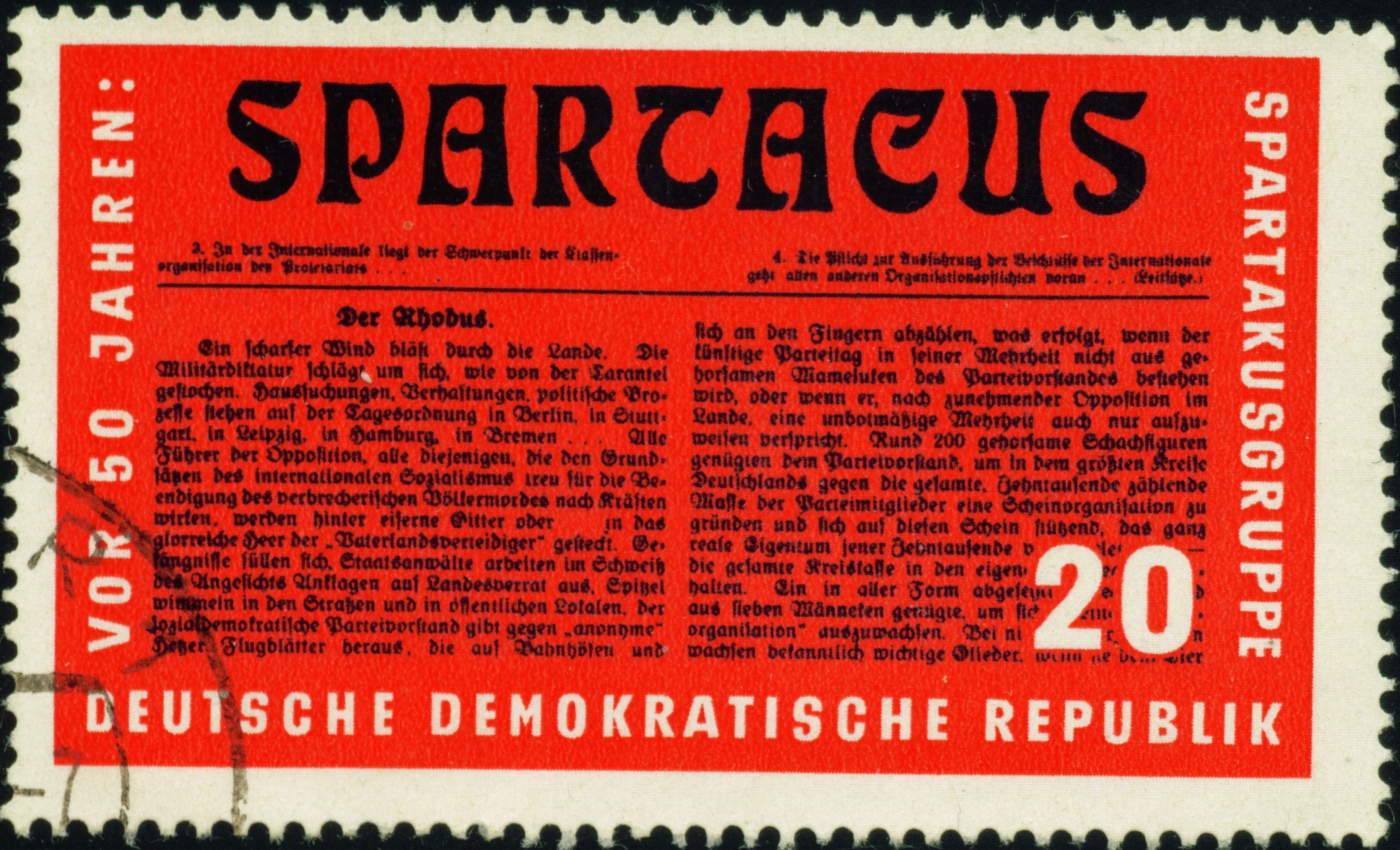